# Temmen-Ringenwalde
Temmen-Ringenwalde település Németországban, azon belül Brandenburgban. Lakosainak száma 487 fő (2023. december 31.).

## Népesség
A település népességének változása:
| Lakosok száma | 530  | 515  | 508  | 491  | 487  |
|               | 2017 | 2019 | 2021 | 2022 | 2023 |